# 마이크로소프트 루미아
노키아 루미아(Nokia Lumia), 나중에 마이크로소프트 루미아(Microsoft Lumia)로 브랜드가 변경된 이 제품은 원래 노키아가 설계하고 판매했으며 나중에는 마이크로소프트 모바일이 판매한 단종된 모바일 장치 라인이다. 2011년 10월 26일에 출시된 이 라인은 노키아와 마이크로소프트 간의 오랜 파트너십의 결과물이다. 따라서 루미아 스마트폰은 마이크로소프트 소프트웨어인 윈도우 폰 운영체제와 나중에 새로운 윈도우 10 모바일에서 실행된다. 루미아(Lumia)라는 이름은 "눈"을 의미하는 핀란드어 단어 lumi의 부분격 복수 형태에서 파생되었다.
이 시리즈는 노키아 루미아 800 및 루미아 710 스마트폰으로 시작되었다. 2012년 4월, 첫 번째 하이엔드 플래그십인 노키아 루미아 900이 AT&T와의 파트너십으로 미국에서 대규모 마케팅과 함께 출시되었다. 이후 플래그십으로는 루미아 920, 925, 그리고 최초의 패블릿 스타일 모델인 노키아 루미아 1520이 있다. 그러나 가장 성공적인 모델은 2013년 4월에 출시된 저가형 예산 노키아 루미아 520이었다. 2013년 7월, 노키아는 4100만 화소 센서를 탑재한 루미아 1020을 출시했는데, 이는 가장 상징적인 노키아 핸드셋 중 하나로 평가받는다. 루미아 라인에서는 윈도우 RT를 실행하는 노키아 루미아 2520이라는 태블릿 컴퓨터도 출시되었다.
윈도우 폰 소프트웨어 개발사인 마이크로소프트는 2014년 4월 노키아의 모바일 기기 사업부를 인수했으며, 그 결과 루미아 라인의 유지보수가 마이크로소프트 모바일로 이전되었다. 전환의 일환으로 마이크로소프트는 2014년 10월까지 루미아 기기에 노키아 브랜드를 계속 사용하다가 공식적으로 마이크로소프트 브랜드로 단계적으로 전환하기 시작했으며, 2014년 11월에는 첫 번째 마이크로소프트 브랜드 루미아 제품인 마이크로소프트 루미아 535를 발표했다. 2015년 10월, 마이크로소프트는 윈도우 10 모바일을 실행하는 첫 번째 루미아 기기를 발표했다: 플래그십인 루미아 950, 루미아 950 XL 및 루미아 550. 가장 최근의 루미아 기기인 마이크로소프트 루미아 650은 2016년 2월에 발표되었다.
윈도우 10 출시 이후 판매량이 급감하여 2016년 말에는 100만 대 미만으로 떨어졌을 것으로 추정된다. 2017년 10월, 마이크로소프트의 기업 부사장 조 벨피오레는 마이크로소프트가 더 이상 새로운 윈도우 10 모바일 장치를 판매하거나 제조하지 않을 것이라고 확인했다. 기존 장치는 버그 수정 및 보안 업데이트만 받을 것이며, 최신 장치의 경우 2019년 12월에 지원이 종료되었다. 마이크로소프트의 마지막 스마트폰은 서피스 브랜드의 서피스 듀오 2였다.

## 역사
1998년부터 2012년까지 노키아는 심비안 플랫폼을 기반으로 구축된 초기 스마트폰을 포함하여 세계에서 가장 큰 휴대폰 공급업체였다. 그러나 최근 몇 년 동안 애플의 아이폰 라인 및 안드로이드 기반 제품과 같은 다른 공급업체의 터치스크린 스마트폰 사용 증가로 인해 시장 점유율이 감소했다. 2010년에는 시장 점유율이 28%로 떨어졌고, 2012년 4월에는 삼성전자(안드로이드의 주요 사용자)가 결국 노키아를 제치고 세계 최대 휴대폰 공급업체가 되었다. 노키아의 CEO 스티븐 엘롭은 회사가 안드로이드 제품을 다른 공급업체의 제품과 적절하게 차별화할 수 없을 것이라고 믿으며 안드로이드 기기 생산 아이디어를 거부했다. 직원 메모에서 엘롭은 회사를 "불타는 플랫폼" 위에 있다고 묘사하면서, iOS와 안드로이드 간의 "생태계 전쟁"을 노키아의 전반적인 어려움의 일부로 비난하고 회사가 운영에 큰 변화를 주어야 한다고 주장했다.

### 마이크로소프트와 노키아의 파트너십

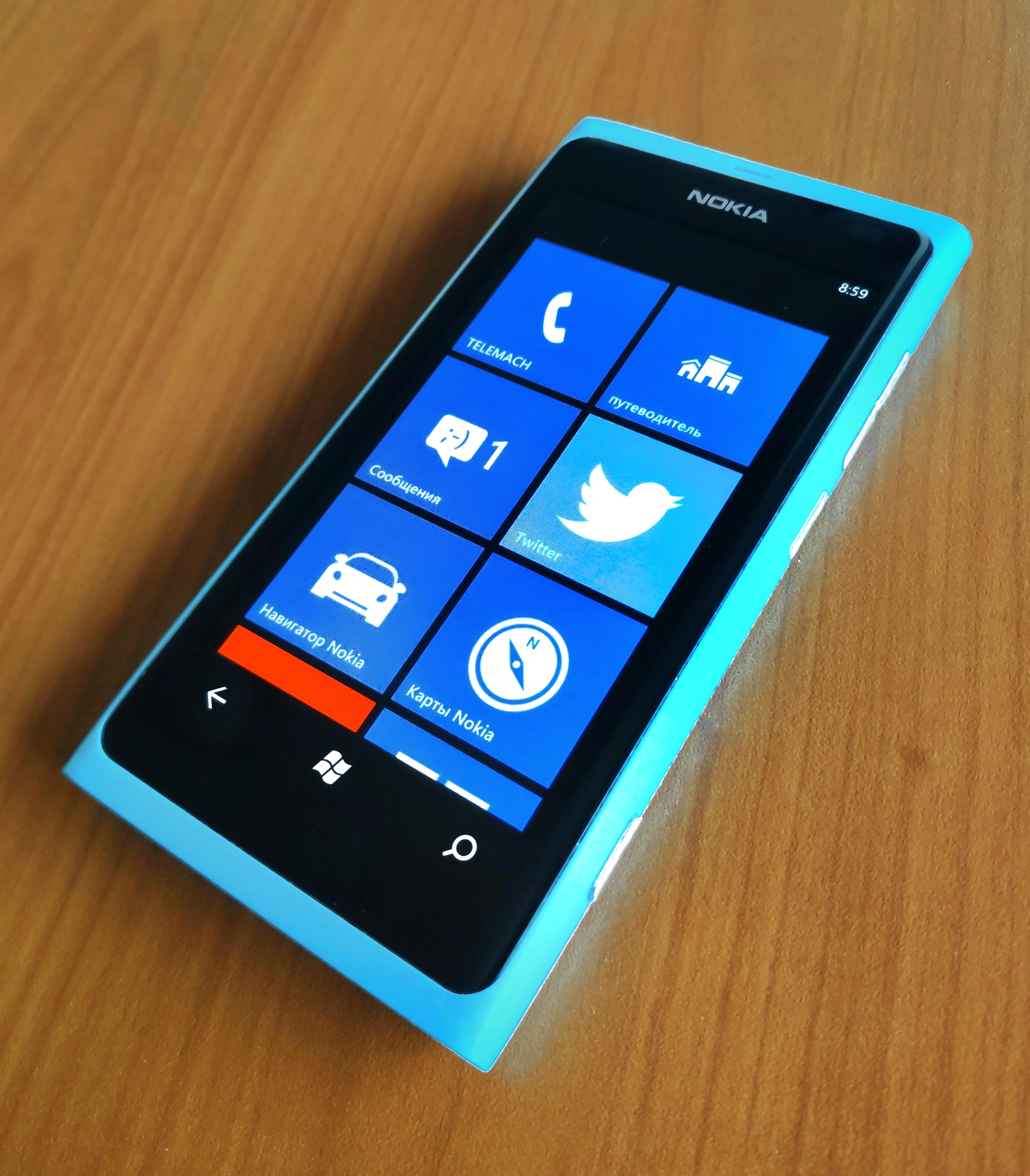
노키아 루미아 800, 첫 번째 루미아 장치

2011년 2월, 스티븐 엘롭과 마이크로소프트의 CEO 스티브 발머는 노키아와 마이크로소프트 간의 주요 비즈니스 파트너십을 공동으로 발표했다. 이 파트너십에 따라 노키아는 향후 스마트폰에 윈도우 폰을 주요 플랫폼으로 채택하고 심비안과 미고를 대체하게 된다. 또한 이 계약에는 노키아 기기에 빙을 검색 엔진으로 통합하고, 노키아 맵스를 마이크로소프트의 매핑 서비스에 통합하는 내용이 포함되었다. 노키아는 발표 이전에 미고 플랫폼을 미래 계획의 일부로 사용할 예정이었지만, 회사는 2011년에 하나의 미고 기기를 출시할 것이라고 발표했다. 분석가들은 엘롭이 이전 마이크로소프트에 근무했었기 때문에 마이크로소프트와의 협력이 가능할 것으로 보았다.
노키아는 2011년 10월 26일 노키아 월드 컨퍼런스에서 첫 윈도우 폰 7 기반 기기인 미드레인지 루미아 710과 하이엔드 루미아 800을 공개했다. 미국의 통신사인 AT&T가 LTE 지원 기기를 요청함에 따라 노키아는 루미아 900을 신속하게 개발하여 2012년 CES에서 처음 공개했다. 루미아 900은 통신사로부터 플래그십 기기로 대대적인 홍보를 받았지만, 특정 모바일 데이터 네트워크에 기기가 연결되지 않는 소프트웨어 버그로 인해 출시가 지연되었고, AT&T는 기기를 구매한 고객에게 크레딧을 발행해야 했다. 2012년 4월 출시 당시 루미아 900은 Amazon.com에서 베스트셀러로 등재되었지만, 5월에는 온라인 판매가 감소하기 시작했다. 노키아 관계자는 자세한 내용은 밝히지 않았지만, 회사가 "소비자 반응과 AT&T로부터 받은 지원에 만족한다"고 밝혔으며, AT&T 모빌리티 책임자인 랄프 드 라 베가는 루미아 900이 "기대치를 초과했다"고 언급했다.
2012년 초, 노키아는 윈도우 폰 7의 "탱고" 업데이트를 통해 도입된 낮은 시스템 요구 사항을 활용한 새로운 엔트리 레벨 장치인 루미아 610을 출시했다. 이러한 새로운 저가형 장치들은 중국과 같은 신흥 시장에서 윈도우 폰 채택을 개선하기 위한 것이었다. 2012년 6월, 노키아와 마이크로소프트는 윈도우 폰 7 루미아 장치가 마이크로소프트의 2세대 윈도우 폰 플랫폼인 윈도우 폰 8으로 업그레이드될 수 없다는 사실이 밝혀진 후 많은 비난을 받았다. 이 장치들이 업그레이드되지 않는 이유는 윈도우 폰 8이 완전히 다른 커널(윈도우 NT)을 사용하기 때문이라고 한다. 원래 루미아 라인은 대신 윈도우 폰 7.8이라는 다른 업데이트를 받았다.
이후 2012년 9월, 노키아는 루미아 820과 루미아 920을 공개했다. 이들은 윈도우 폰 8을 사용하는 첫 두 기기였다. 두 기기 모두 NFC를 특징으로 하며, 루미아 820은 microSD 카드 슬롯을 내장하고 Qi 무선 충전을 위한 선택적 무선 충전 쉘을 제공한다. 루미아 920은 또한 Qi 무선 충전과 광학 이미지 안정화 기능을 갖춘 "퓨어뷰" 카메라를 특징으로 한다. 노키아가 이미지 안정화 기술 시연 비디오가 실제로는 전문가용 카메라로 촬영되었다는 사실이 밝혀지면서 비판을 받았지만, 루미아 920은 회사에 상업적인 성공을 가져다주었다.

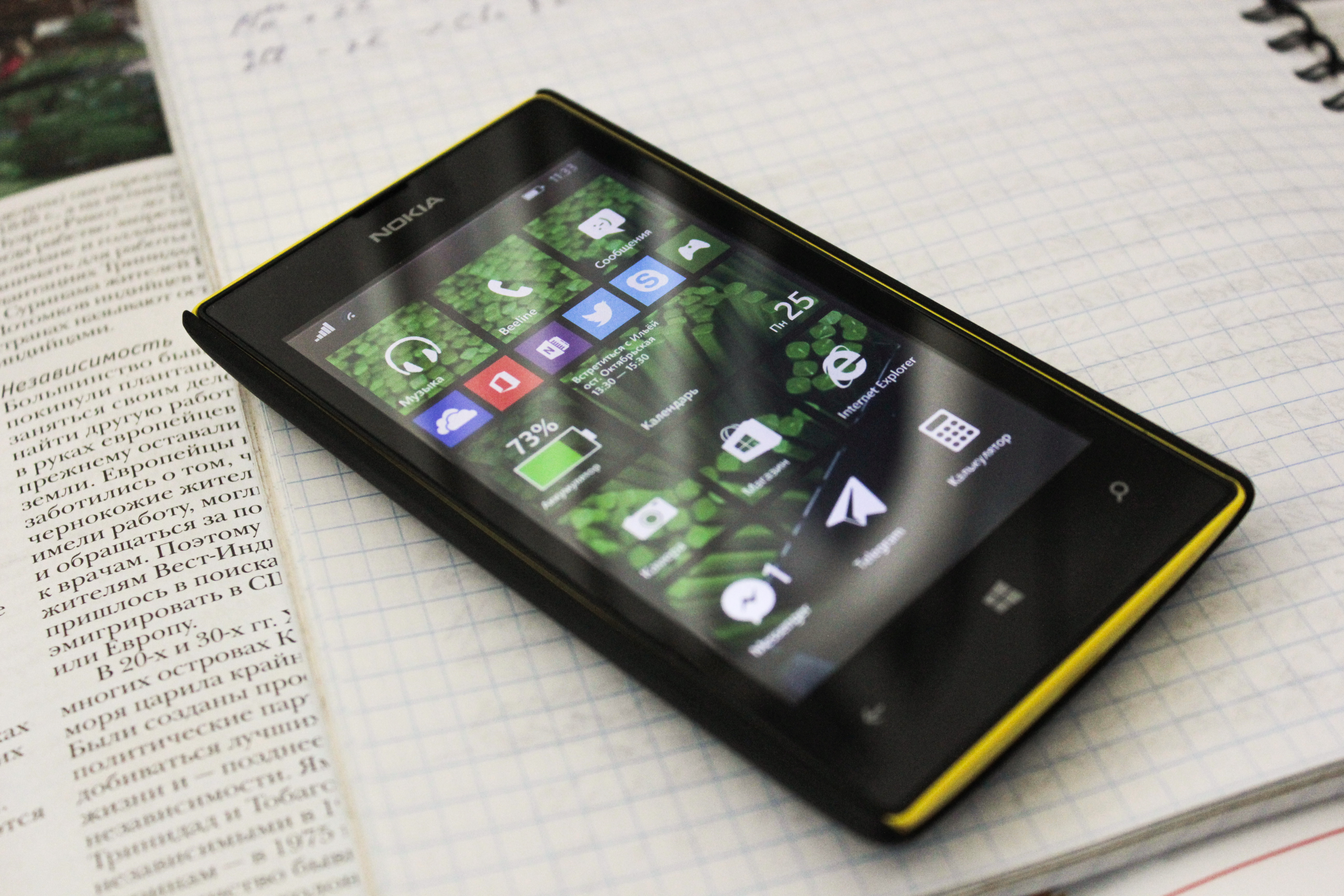
노키아 루미아 520

MWC 2013에서 노키아는 미드레인지 노키아 루미아 720과 예산형 노키아 루미아 520이라는 두 가지 윈도우 폰 8 기기를 추가로 선보였는데, 후자는 역사상 가장 많이 팔린 윈도우 폰 기기가 되었다. 2013년 노키아는 알루미늄을 통합하여 더 얇은 디자인으로 920을 개선한 루미아 925와 심비안 기반 808 퓨어뷰 기술을 기반으로 한 4100만 화소 카메라를 특징으로 하는 루미아 1020을 출시했다. 2013년 10월 22일, 노키아는 태블릿 시장으로 루미아 브랜드를 확장하여 루미아 2520을 공개했다. 마이크로소프트의 윈도우 RT 운영체제를 실행하는 이 제품은 노키아 인터넷 태블릿 시리즈 이후 노키아의 첫 태블릿이었다. 일부 비평가들은 완전한 마이크로소프트 윈도우 8.1 대신 윈도우 RT를 사용한 것이 판매 부진으로 이어졌다고 보았다. 대부분의 주요 윈도우 태블릿 제조업체들은 윈도우 RT 대신 윈도우 8.1을 사용했기 때문이다. 다른 한편으로는, 이 장치의 실패가 무거운 무게와 높은 가격 때문이라고 주장하는 사람들도 있다. 루미아 2520은 2015년 초에 단종되었다.
동일 기간에 루미아 라인의 판매량이 블랙베리를 넘어섰음에도 불구하고, 노키아는 2013년 2분기 이후 1억 1500만 유로의 영업 손실을 기록했으며, 매출은 24% 감소한 57억 유로를 기록했다. 지난 9분기 동안 노키아는 41억 유로 상당의 영업 손실을 겪었다. 2013년 3분기에는 루미아 판매량이 전 세계적으로 880만 대를 기록했으며, 이는 전년 동기 대비 3배 이상, 북미 지역에서는 전 분기 대비 2배 증가한 수치이다. 동시에, 전체 윈도우 폰 시장 점유율은 유럽 및 기타 지역의 여러 국가에서 두 자릿수를 기록했다.

### 노키아 휴대폰 사업 인수

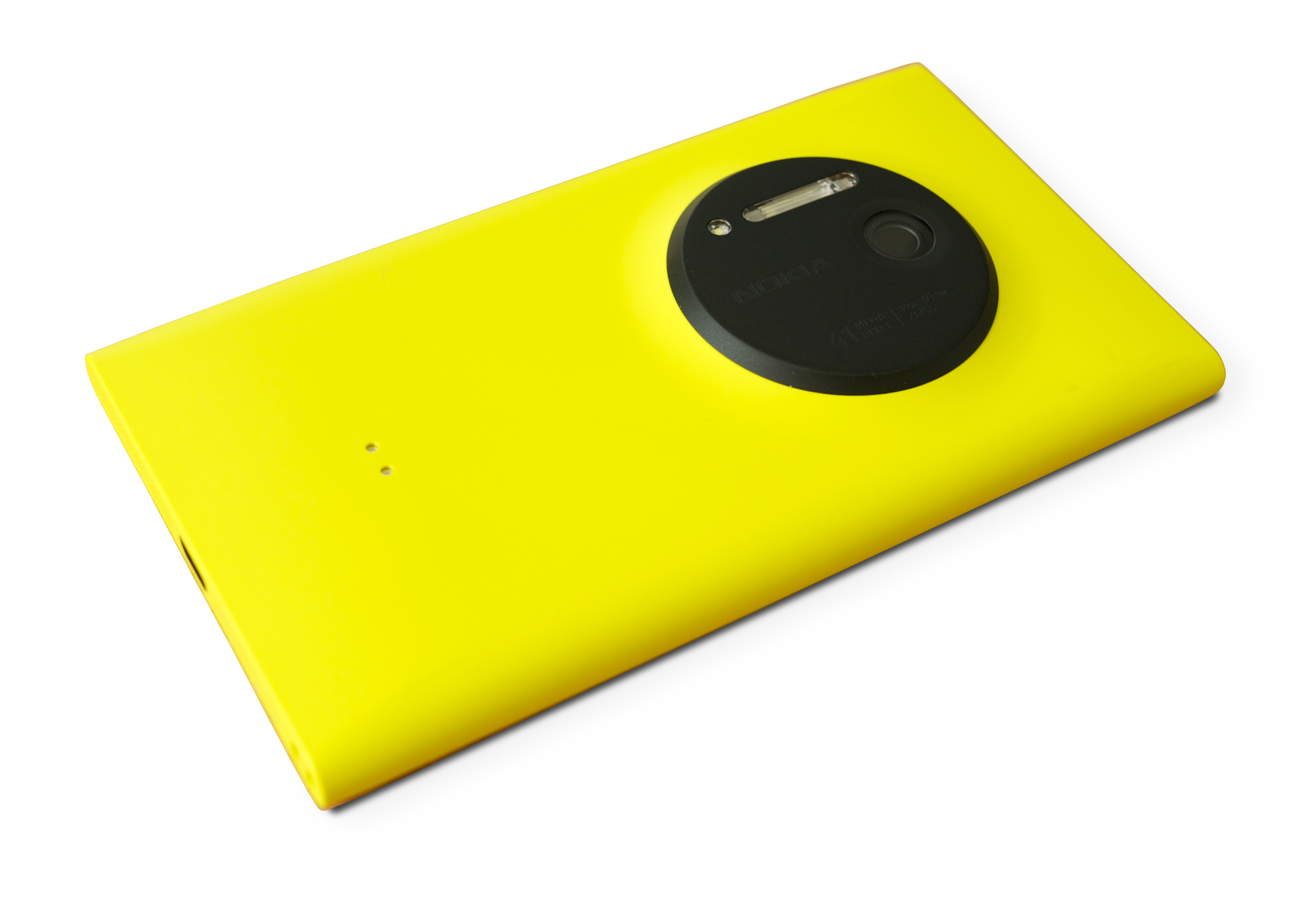
4100만 화소 후면 카메라를 장착한 노키아 루미아 1020

2013년 9월 3일, 마이크로소프트는 노키아의 휴대폰 사업(루미아 및 저가형 아샤 브랜드에 대한 권리 포함)을 총 미화 70억 달러 이상에 인수할 의사를 발표했다. 스티븐 엘롭은 노키아 CEO에서 물러나 마이크로소프트의 기기 책임자로 복귀했으며, 이 계약은 2014년 초에 체결되었다. 마이크로소프트는 10년 계약에 따라 노키아 이름을 사용할 수 있지만, 피처폰에만 사용할 수 있다. 이 피처폰은 각각 Series 30, Series 30+ 및 Series 40 Java ME 및 미디어텍 기술을 기반으로 한 모바일 운영체제를 실행한다. 이로 인해 향후 루미아 모델은 마이크로소프트에서 생산하는 자체 하드웨어가 된다.
2013년 말에 개발된 루미아 폰의 코드명은 제임스 본드 영화를 기반으로 했으며, "머니페니"(노키아 루미아 630이 됨)와 "골드핑거"(취소된 루미아 "맥라렌"이 됨) 등이 있다.

#### 안드로이드 프로토타입
2013년 9월 13일, 뉴욕 타임스의 닉 윙필드 기자는 노키아가 루미아 하드웨어에서 안드로이드 운영체제를 테스트하고 있었다고 밝혔다. 이는 회사에서 알려진 두 가지 안드로이드 프로젝트 중 하나였다. 다른 하나는 저가형 아샤 하드웨어에서 OS를 실행하는 것으로, 이는 노키아 X 패밀리 기기 제품군으로 이어졌다. 테스트에도 불구하고 안드로이드 기반 루미아 핸드셋은 출시되지 않았으며, 변경된 아샤 기기만 시장에 출시되었다.
2014년 7월, 마이크로소프트는 아샤, S30, S40 및 X 플랫폼을 포함한 대부분의 노키아 브랜드 기기를 중단하고, 대신 디자인을 계승한 저가형 루미아 기기를 출시할 것이라고 발표했다. 이로 인해 S30+는 2016년 5월 HMD 글로벌에 매각될 때까지 마이크로소프트의 유일한 노키아 브랜드 휴대폰 플랫폼으로 남았다. HMD 글로벌은 이듬해 2월, 2017년 1월에 첫 노키아 브랜드 안드로이드 폰인 노키아 6를 발표했다.

### 마이크로소프트 소유 하에

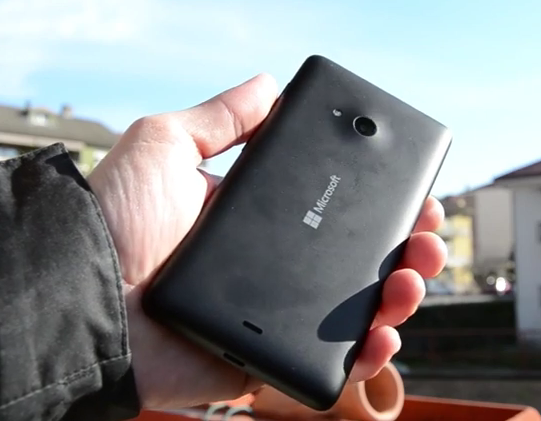
마이크로소프트 루미아 535, 첫 번째 마이크로소프트 브랜드 루미아 기기

노키아 모바일 사업부를 마이크로소프트가 인수한 후에도 2014년 9월 마이크로소프트 모바일에서 루미아 830 및 루미아 735를 포함하여 노키아 브랜드를 여전히 사용하는 여러 루미아 기기가 공개되었다. 2014년 7월, evleaks는 마이크로소프트가 공동 브랜딩 계획에서 노키아 이름을 라이선스하려 시도하고 있으며, 이로 인해 향후 기기가 "Nokia by Microsoft"로 브랜드화될 가능성이 있다고 보도했다. 소유권 변경의 일환으로 소셜 네트워크 페이지도 마이크로소프트 모바일 대신 마이크로소프트 루미아로 브랜드가 변경되었다. 이는 다른 노키아 휴대폰보다 윈도우 폰을 강조하고 윈도우 폰 소셜 네트워크 페이지를 새로운 마이크로소프트 루미아 브랜딩으로 업데이트하기 위한 것이었다. 이러한 변화를 반영하여 노키아 컨버세이션즈도 루미아 컨버세이션즈로, NokNok.tv는 루미아 컨버세이션즈 UK로 리브랜딩되었다. 그러나 리브랜딩은 일관되지 않았는데, 노키아 아미는 스파르탄 네이션으로 이름이 바뀌었고, 레거시 폰, 액세서리, 다양한 노키아 브랜드 장치 및 서비스에 대한 지원 사이트인 원래 노키아 디스커션은 마이크로소프트 모바일 커뮤니티로 이름이 바뀌었다. 루미아 비머는 노키아에서 루미아로 URL이 변경된 마지막 루미아 브랜드 애플리케이션으로, 마이크로소프트가 Nokia.com 및 관련 사이트를 사용할 수 있었던 전환 기간의 끝을 의미했다.

브랜드 변경 후 사용된 마이크로소프트 루미아 로고, 2014년 11월에 처음 사용됨

그러나 2014년 10월, 마이크로소프트는 루미아 스마트폰의 홍보 및 생산에서 노키아 브랜드를 단계적으로 폐지하고, 향후 루미아 모델은 마이크로소프트의 이름과 로고만으로 브랜딩될 것이라고 공식 발표했다. 2014년 11월, 마이크로소프트는 첫 번째 자체 브랜드 폰인 마이크로소프트 루미아 535를 발표했다. 루미아 라인의 리브랜딩은 판매에 영향을 미치지 않았지만, 일부 비평가들은 노키아의 확립된 내구성 평판에 비해 소비자 휴대폰 시장에서 마이크로소프트 브랜드의 상대적인 초기 단계로 인해 소비자 결정에 부정적인 영향을 미칠 수 있다고 생각했다. 노키아 루미아 638은 노키아 브랜드를 사용한 마지막 루미아 제품이었으며, 2014년 12월에 인도에서만 출시되었다.
2014년 11월, 마이크로소프트 트위터 계정의 게시물에서 윈도우 폰 8 및 8.1을 실행하는 모든 노키아 및 마이크로소프트 루미아 스마트폰이 윈도우 10으로 업데이트될 것이라고 언급했지만, 공식 발표 후 마이크로소프트는 이를 부인하며 루미아 폰의 "대부분"을 대상으로 하며 모든 폰이 업데이트를 받거나 모든 기능을 지원하지는 않을 것이라고 밝혔다. 나중에 마이크로소프트는 512MB RAM을 가진 저가형 장치(모든 윈도우 폰 장치 판매량의 24.5%를 차지하는 노키아 루미아 520 포함)도 윈도우 10 업그레이드를 받을 것이라고 확인했지만, 이러한 장치에서 모든 기능이 지원되지는 않을 것이라고 재확인했다. 또한 마이크로소프트는 2015년 1월 16일, 저가형 윈도우 폰 8.1 폰은 일부 루미아 데님 기능을 사용할 수 없다고 밝혔다.
2015년 7월, 블룸버그는 마이크로소프트가 마이크로소프트 루미아 제품군을 포함한 마이크로소프트 모바일의 구조 조정을 계획하고 있다고 보도했다. 이 계획에는 노키아 모바일 사업부 인수와 관련하여 약 76억 미국 달러의 장부 가액 감소와 약 7,200명의 직원 해고가 포함될 것이라고 보도되었다. 또한 마이크로소프트는 매년 자체 기기를 더 적게 출시할 것이라고도 보도되었다. 더 큰 구조 조정의 일환으로 마이크로소프트 장치 및 스튜디오 엔지니어링 그룹은 운영체제 엔지니어링 그룹과 합병되어 더 큰 윈도우 및 장치 엔지니어링 그룹을 형성했다. 2015년 7월에는 서피스 책임자인 파노스 파나이가 새로운 마이크로소프트 장치 부서를 이끌 것이며, 이 부서에는 마이크로소프트 루미아뿐만 아니라 밴드, 홀로렌즈, 엑스박스와 같은 다양한 다른 마이크로소프트 하드웨어 제품이 포함될 것이라고 발표되었다.
2015년 10월, 마이크로소프트는 윈도우 10 모바일을 실행하는 첫 번째 루미아 장치를 출시했다: 루미아 950, 루미아 950 XL 및 루미아 550. 2016년 2월에는 윈도우 10 모바일을 실행하는 루미아 650이 출시되었다. 루미아 장치 판매량은 2015년 회계연도와 2016년 회계연도 사이에 감소했으며, 휴대폰 매출은 42억 달러 또는 56% 감소했다. 2013년 9월 마이크로소프트가 인수 사실을 발표했을 당시 4분기에는 730만 대가 판매되었지만, 2016년 6월 말 분기에는 120만 대로 줄어들었다. 루미아 시리즈가 전체 윈도우 폰/윈도우 10 모바일 판매량의 95%를 차지하므로, 운영체제 시장 점유율도 함께 감소했다. 2016년 내내 마이크로소프트는 루미아 장치의 생산량을 늦추었으며, 이 시리즈는 2016년 말까지 단종될 것이라는 추측이 있었다. 마이크로소프트는 2016년 말에 마이크로소프트 스토어에서 루미아 장치 판매를 잠시 중단했다.—2016년 말에는 판매량이 100만 대 미만으로 떨어졌을 것으로 추정된다.—하지만 2017년 초에 다시 판매가 재개되었다.
엘리트 X3 단종 직후, HP가 윈도우 10 모바일을 틈새시장에 진출시키려던 시도였던 마이크로소프트의 기업 부사장 조 벨피오레는 마이크로소프트가 더 이상 새로운 모바일 장치를 판매하거나 제조하지 않을 것이라고 확인했다. 기존 장치는 버그 수정 및 보안 업데이트만 받을 것이었다. 루미아 650은 루미아의 마지막 장치였지만, 루미아 750과 850/650XL은 당시 생산 직전 단계였으나 결국 취소되었다. 루미아 950은 마이크로소프트 모바일의 마지막 루미아 플래그십이자 마지막 윈도우 폰 플래그십 장치였다. 루미아 950의 후속작으로 추정되는 마이크로소프트 루미아 960(코드명 노스스타)은 프로토타입 테스트 단계에서 취소된 것으로 알려졌다. 다음 마이크로소프트 폰 출시는 마이크로소프트 서피스 듀오였으며, 윈도우 폰 기반의 서피스 네오 폴더블 태블릿도 몇 년 후 소개된 후 취소되었다.

## 루미아 업데이트
노키아와 마이크로소프트 모바일은 펌웨어 및 소프트웨어 업데이트를 결합한 루미아 장치 고유의 여러 업데이트를 출시했다. 후자는 이미지 개선, 새로운 기술 지원, 기능 업데이트 및 버그 수정을 포함한다. 루미아 장치는 윈도우 폰을 독점적으로 사용하기 때문에, 주요 운영체제 업데이트는 종종 출시 시 펌웨어 업데이트와 함께 번들로 제공된다.
윈도우 폰이 운영체제 업데이트를 받는 방식과 유사하게, 루미아 업데이트 출시는 기기가 업데이트를 받을지 여부와 시기를 결정하는 통신사에 따라 달라진다. 그러나 사용자가 마이크로소프트의 윈도우 참가자 프로그램 또는 개발자 미리보기 프로그램에 참여하는 경우 운영체제 업데이트는 이러한 제약에 영향을 받지 않는다.
| 출시명 코드명 | 출시명 코드명                   | 발표일          | 동시 운영체제 버전                                              | 주요 내용 |
| ------------- | ------------------------------- | --------------- | --------------------------------------------------------------- | --- |
|               | 루미아 앰버                     | 2013년 8월 15일 | 윈도우 폰 8 업데이트 2 (GDR2)                                   | 노키아 루미아 625, 925, 928, 1020 기기의 기본 버전, 노키아 개발 - 두 번 탭하여 화면 켜기 - 노키아 프로 카메라의 새로운 설정 및 처리 알고리즘 - 노키아 프로 카메라 튜토리얼 모드 - 노키아 프로 카메라 브라케팅 모드 - 스테레오 오디오 녹음 - 사용자 정의 가능한 오디오 베이스 필터 - 노키아 스마트 카메라의 새로운 설정 및 처리 알고리즘 - 노키아 스마트 카메라의 노키아 베스트 샷은 움직이는 물체를 여러 번 캡처 - 노키아 스마트 카메라의 모션 포커스는 움직이는 물체에 초점 - 디스플레이+터치 설정 메뉴에서 다채로운 프로필 지원 - 뒤집어 무음 처리 - FM 라디오 지원 - 루미아 저장소 확인 - 노키아 글랜스 스크린 - 노키아 통화+SMS 필터 설정 앱 - 새로운 벨소리 (Bloom, Breathing, Dawn, Launch, Wobbles) - 배터리 수명 최대 10% 향상 (기기별로 다름) - 노키아 비디오 트리머 및 노키아 비디오 업로드 활성화 |
|               | 루미아 블랙 Bittersweet Shimmer | 2014년 1월 9일  | 윈도우 폰 8 업데이트 3 (GDR3)                                   | 노키아 루미아 525, 1320, 1520 기기의 기본 버전, 노키아 개발 - 안드로이드 및 iOS 시작 화면과 유사한 앱 폴더 앱 - 블루투스 LE 지원 - 업데이트된 노키아 리포커스, 노키아 비머(Nokia Beamer) 및 노키아 스토리텔러 앱 - 노키아 카메라 애플리케이션 - 카메라 설정에서 3가지 새로운 촬영 모드 및 비디오 녹화 - 노키아 프로 카메라의 광감도 설정 - 새로운 오버샘플링 알고리즘 - 노키아 루미아 920, 노키아 루미아 925, 노키아 루미아 1520의 RAW 및 DNG 형식 지원 - 노키아 글랜스 스크린의 보수계 - 노키아 셰어 및 노키아 비디오 디렉터 활성화 |
|               | 루미아 시안 Cherry Blossom Pink | 2014년 7월 15일 | 윈도우 폰 8.1                                                   | 노키아 루미아 521, 530, 630, 635, 636, 638, 930 기기의 기본 버전, 마이크로소프트 개발 - 미라캐스트 지원 (일부 기기용) - 노키아 리치 레코딩으로 돌비 서라운드 사운드 캡처 기능 - 업데이트된 노키아 카메라, 노키아 크리에이티브 스튜디오 및 노키아 스토리텔러 앱 - 노키아 디바이스 허브 (노키아 베타 랩스의 베타 버전이었음)가 설정에 번들로 제공 - 노키아의 이미징 애플리케이션 제품군에 대한 다양한 개선 사항 - 노키아 센서코어 SDK - 스피커 이퀄라이저 - 홈 화면에 추가 타일 너비 추가 기능 - 4가지 사용자 정의 가능한 빠른 설정이 있는 알림 트레이 - 노키아 크리에이티브 스튜디오의 5가지 새로운 필터 |
|               | 루미아 데님 Debian Red          | 2014년 9월 4일  | 윈도우 폰 8.1 업데이트 1 (GDR1) 윈도우 폰 8.1 업데이트 2 (GDR2) | 윈도우 폰 8.1 업데이트 1이 설치된 노키아 루미아 730, 735, 830 및 마이크로소프트 루미아 430, 435, 532, 535 기기의 기본 버전; 윈도우 폰 8.1 업데이트 2가 설치된 마이크로소프트 루미아 540, 640, 640 XL 기기의 기본 버전; 마이크로소프트 개발 - 하이엔드 기기를 위한 개선된 루미아 카메라 경험 - 루미아 카메라의 자동 HDR 및 다이내믹 플래시 - 루미아 카메라의 이미지 처리 알고리즘 개선 - 이미지 캡처 속도 향상 - "헤이 코타나" 음성 활성화 - 글랜스 스크린의 MSN 날씨 및 MSN 건강 및 피트니스 지원 - 루미아 모멘츠 활성화 |

## 루미아 장치 목록
루미아 라인의 모든 장치(하나의 태블릿 컴퓨터 포함)는 마이크로소프트 윈도우 소프트웨어를 실행하는 스마트폰이었다. 모든 스마트폰은 캔디바 형태의 풀터치 방식이었다. QWERTY 자판 장치는 없었지만, 2012년에는 노키아가 노키아 E시리즈와 유사한 장치를 개발 중이라는 보고가 있었다. 2017년에는 전체 키보드가 있는 것으로 추정되는 프로토타입 장치가 유출되었다.

### 번호 지정 규칙
첫 번째 숫자 (또는 네 자리 모델 번호의 경우 첫 두 자리 숫자)는 장치의 제품군을 나타내며, 숫자가 클수록 일반적으로 고급 장치를 의미한다. 노키아 시절에는 10보다 큰 숫자는 패블릿 (예: 1320, 1520) 또는 태블릿 (2520)을 나타냈다. 루미아 라인이 마이크로소프트에 매각된 후에는 네 자리 모델 번호가 중단되었고, 대신 더 큰 모델은 "XL" 접미사 (예: 950 XL)로 표시되었다.
두 번째 숫자는 장치 세대를 나타내며, 원래 출하된 운영 체제를 기반으로 한다.
| 숫자     | 운영체제                 | 비고     |
| -------- | ------------------------ | -------- |
| 0 또는 1 | 윈도우 폰 7              | 810 제외 |
| 2        | 윈도우 폰 8              |          |
| 3        | 윈도우 폰 8.1            |          |
| 4        | 윈도우 폰 8.1 업데이트 2 |          |
| 5        | 윈도우 10 모바일         |          |

세 번째 숫자는 동일한 제품군 및 세대 내에서 변형을 구분하는 데 사용된다. 0은 기본 모델을 나타내고, 다른 숫자는 사소한 업그레이드(예: 920 및 925), 4G 지원 변형(예: 730 및 735), 또는 지역별 또는 통신사별 변형을 나타낸다.
선택 사항인 "C" 또는 "T" 접미사는 중국 시장 전용으로 생산된 변형을 나타낸다.

### 노키아 브랜드 루미아 장치
| 이름                 | 코드명     | 출시일          | 시리즈 | 세대 | 설치된 운영체제 | 변형                                              |
| -------------------- | ---------- | --------------- | ------ | ---- | --------------- | ------------------------------------------------- |
| 노키아 루미아 800    | Sea Ray    | 2011년 11월     | 800    | 1    | 윈도우 폰 7.5   | CDMA2000용 800C (차이나텔레콤)                    |
| 노키아 루미아 710    | Sabre      | 2012년 1월      | 700    | 1    | 윈도우 폰 7.5   |                                                   |
| 노키아 루미아 900    | Ace        | 2012년 4월      | 900    | 1    | 윈도우 폰 7.5   |                                                   |
| 노키아 루미아 610    | Cliff      | 2012년 4월      | 600    | 1    | 윈도우 폰 7.5   | CDMA2000용 610C (차이나텔레콤)                    |
| 노키아 루미아 510    | Glory      | 2012년 9월      | 500    | 1    | 윈도우 폰 7.5   |                                                   |
| 노키아 루미아 820    | Arrow      | 2012년 11월     | 800    | 2    | 윈도우 폰 8     | T-모바일용 810, 버라이즌용 822                    |
| 노키아 루미아 920    | Phi        | 2012년 11월     | 900    | 2    | 윈도우 폰 8     | 차이나 모바일용 920T                              |
| 노키아 루미아 505    |            | 2012년 12월     | 500    | 1    | 윈도우 폰 7.8   |                                                   |
| 노키아 루미아 620    | Sand       | 2013년 1월      | 600    | 2    | 윈도우 폰 8     |                                                   |
| 노키아 루미아 520    | Fame       | 2013년 1월      | 500    | 2    | 윈도우 폰 8     | TD-SCDMA용 520T (차이나 모바일)                   |
| 노키아 루미아 720    | Zeal       | 2013년 1월      | 700    | 2    | 윈도우 폰 8     | TD-SCDMA용 720T (차이나 모바일)                   |
| 노키아 루미아 928    | Laser      | 2013년 5월      | 900    | 2    | 윈도우 폰 8     |                                                   |
| 노키아 루미아 925    | Catwalk    | 2013년 6월      | 900    | 2    | 윈도우 폰 8     | TD-SCDMA용 925T (차이나 모바일)                   |
| 노키아 루미아 1020   | EOS        | 2013년 7월      | 1000   | 2    | 윈도우 폰 8     |                                                   |
| 노키아 루미아 625    | Max        | 2013년 8월      | 600    | 2    | 윈도우 폰 8     |                                                   |
| 노키아 루미아 1320   | Batman     | 2013년 10월     | 1300   | 2    | 윈도우 폰 8     |                                                   |
| 노키아 루미아 1520   | Bandit     | 2013년 10월     | 1500   | 2    | 윈도우 폰 8     |                                                   |
| 노키아 루미아 2520   | Sirius     | 2013년 10월     | 2500   | 2    | 윈도우 RT       |                                                   |
| 노키아 루미아 525    | Glee       | 2013년 12월     | 500    | 2    | 윈도우 폰 8     | TD-SCDMA용 526 (차이나 모바일)                    |
| 노키아 루미아 아이콘 | Vanquish   | 2014년 2월 12일 | 900    | 3    | 윈도우 폰 8     |                                                   |
| 노키아 루미아 930    | Martini    | 2014년 4월      | 900    | 3    | 윈도우 폰 8.1   |                                                   |
| 노키아 루미아 630    | Moneypenny | 2014년 4월      | 600    | 3    | 윈도우 폰 8.1   | LTE를 지원하는 635, 1GB RAM을 지원하는 636 및 638 |
| 노키아 루미아 530    | Rock       | 2014년 7월      | 500    | 3    | 윈도우 폰 8.1   |                                                   |
| 노키아 루미아 730    | Superman   | 2014년 9월      | 700    | 3    | 윈도우 폰 8.1   | LTE 지원 735                                      |
| 노키아 루미아 830    | Tesla      | 2014년 9월      | 800    | 3    | 윈도우 폰 8.1   |                                                   |

### 마이크로소프트 브랜드 루미아 장치
| 이름                         | 코드명    | 출시일      | 시리즈 | 세대 | 설치된 운영체제  | 변형                         |
| ---------------------------- | --------- | ----------- | ------ | ---- | ---------------- | ---------------------------- |
| 마이크로소프트 루미아 535    | Chakra    | 2014년 11월 | 500    | 3    | 윈도우 폰 8.1    | 듀얼 SIM                     |
| 마이크로소프트 루미아 435    | Vela      | 2015년 1월  | 400    | 3    | 윈도우 폰 8.1    | 듀얼 SIM                     |
| 마이크로소프트 루미아 532    | Leo       | 2015년 1월  | 500    | 3    | 윈도우 폰 8.1    | 듀얼 SIM                     |
| 마이크로소프트 루미아 640    | Dempsey   | 2015년 3월  | 600    | 4    | 윈도우 폰 8.1    | LTE, 듀얼 SIM, LTE 듀얼 SIM. |
| 마이크로소프트 루미아 640 XL | Makepeace | 2015년 3월  | 600    | 4    | 윈도우 폰 8.1    | LTE, 듀얼 SIM, LTE 듀얼 SIM. |
| 마이크로소프트 루미아 430    | Doris     | 2015년 3월  | 400    | 3    | 윈도우 폰 8.1    | 듀얼 SIM                     |
| 마이크로소프트 루미아 540    | Lukla     | 2015년 4월  | 500    | 4    | 윈도우 폰 8.1    | 듀얼 SIM                     |
| 마이크로소프트 루미아 950    | Talkman   | 2015년 11월 | 900    | 5    | 윈도우 10 모바일 | 듀얼 SIM                     |
| 마이크로소프트 루미아 950 XL | Cityman   | 2015년 11월 | 900    | 5    | 윈도우 10 모바일 | 듀얼 SIM                     |
| 마이크로소프트 루미아 550    | Saimaa    | 2015년 12월 | 500    | 5    | 윈도우 10 모바일 |                              |
| 마이크로소프트 루미아 650    | Saana     | 2016년 2월  | 600    | 5    | 윈도우 10 모바일 | LTE, LTE 듀얼 SIM            |

## 판매량
| 분기                  | 2011년 4분기 | 2012년 1분기 | 2012년 2분기 | 2012년 3분기 | 2012년 4분기 | 2013년 1분기 | 2013년 2분기 | 2013년 3분기 | 2013년 4분기 | 2014년 1분기 | 2014년 2분기 | 2014년 3분기 | 2014년 4분기 | 2015년 1분기 | 2015년 2분기 | 2015년 3분기 | 2015년 4분기 | 2016년 1분기 | 2016년 2분기 | 2016년 3분기 | 총계  |
| 분기별 전 세계 판매량 | 1            | 2            | 4            | 2.9          | 4.4          | 5.6          | 7.4          | 8.8          | 8.2          | 8            | 7.4          | 9.3          | 10.5         | 8.6          | 8.4          | 5.8          | 4.5          | 2.3          | 1.2          | 1            | 111.3 |

분기별 전 세계 판매량 그래프 (백만 대)

## 같이 보기
- 루미아 이미징 앱
- 마이크로소프트 서피스
- 마이크로소프트 하드웨어
- 마이크로소프트 킨
- 노키아 X 계열
- 노키아 아샤 시리즈